# Rhyacia simulans
Rhyacia simulans là một loài bướm đêm thuộc họ Noctuidae. Loài này có ở hầu hết châu Âu, phía nam đến Maroc, Algérie và Tunisia, phía đông đến Thổ Nhĩ Kỳ, Kavkaz, Tomsk và Minussinsk.
Sải cánh dài 45–60 mm. Con trưởng thành bay từ tháng 6 đến tháng 9.
Ấu trùng ăn các loài Gramineae, Rumex và Taraxacum.

## Hình ảnh

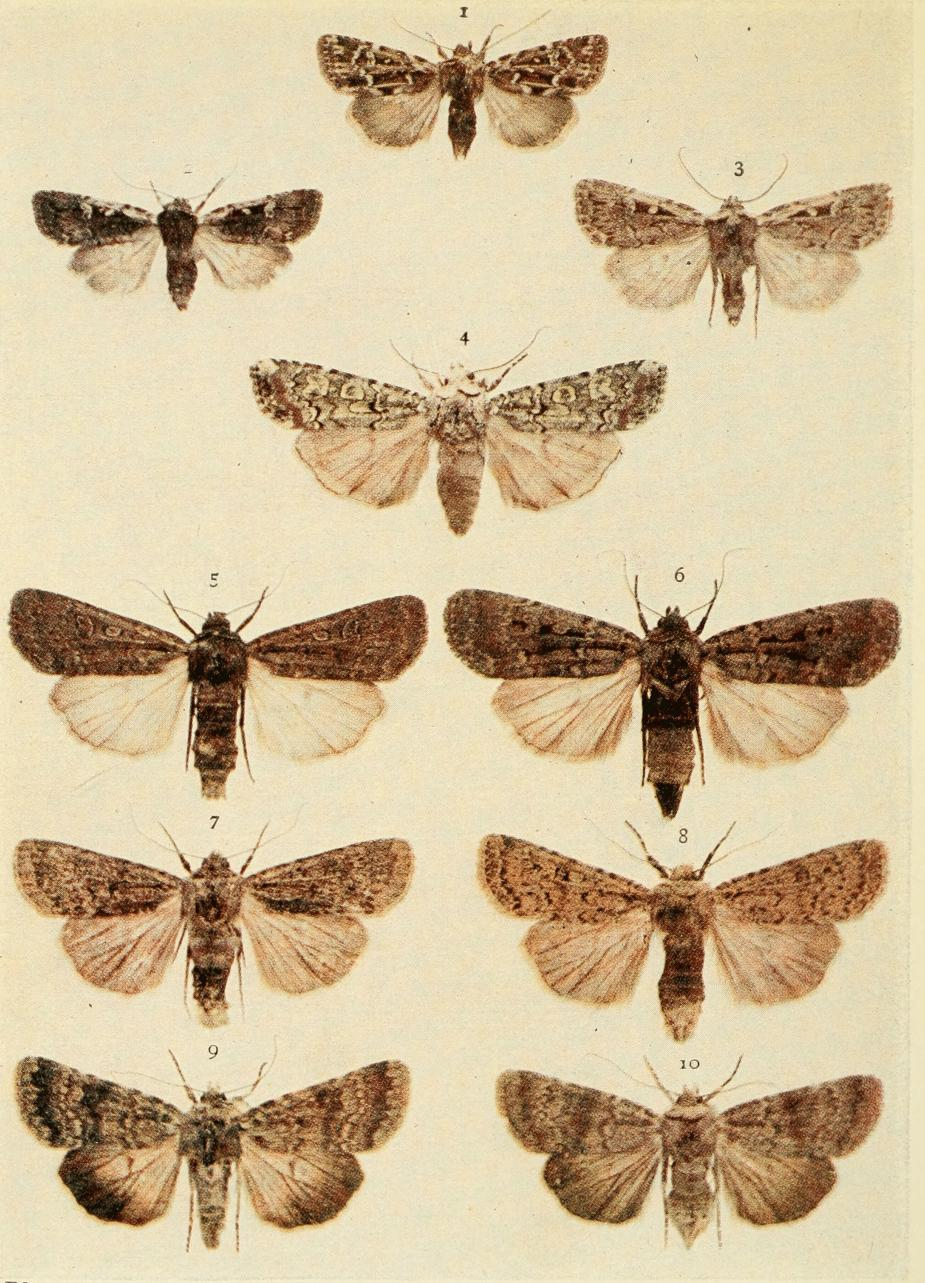
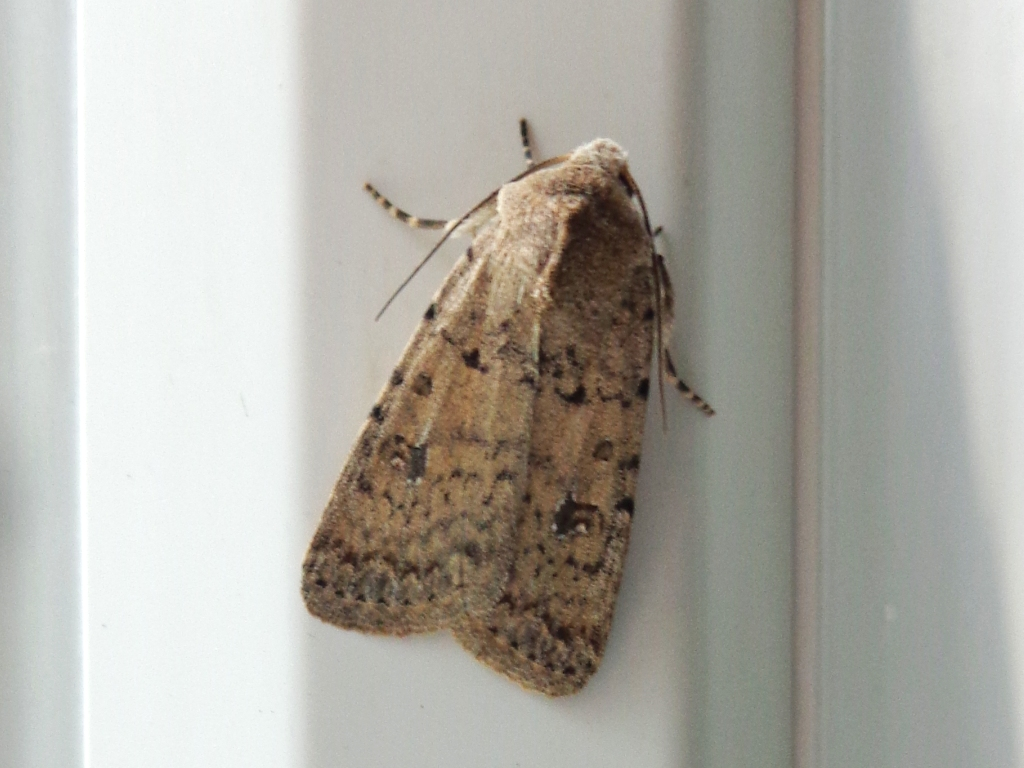